# Kleomenes I
Kleomenes I (grekiska Κλεομένης, död cirka 490 f.Kr.) var kung av Sparta under 500- och 400-talet f.Kr. Han är känd för att ha haft ett ovanligt högt intresse av erövringar utomlands (ovanligt för en spartansk kung), för sitt kontroversiella övertagande av tronen och än mer kontroversiella avsättning, exil och mystiska död (självmord genom självstympning). Han var också halvbror och svärfar till sin efterträdare Leonidas I, som var den spartanske kung, som stupade vid Thermopyle och var gift med drottning Gorgo.

## Bakgrund
Kleomenes I var son till Anaxandridas II, av den agiadiska kungaätten, och dennes andra hustru (troligen dotter till Prinetades), samt dessutom halvbror till Dorieios, Leonidas I och Kleombrotos. Trots att de tre yngre halvbröderna var söner till Anaxandrides första hustru och därför hade större chanser till tronen enligt traditionen, var Kleomenes den äldste sonen och efterträdde sin far omkring 520 f.Kr. Han lät sin halvbror Dorieios att utrusta expeditioner utomlands, kanske för att utöka Spartas territorier och inflytande och kanske för att göra sig av med en potentiell rival. Hans intresse för världen utanför Peloponnesos kan ha bidragit till hans rykte om galenskap bland sina landsmän, som var mycket hembundna, konservativa och misstänksamma mot allt utländskt.

## Karriär
Omkring 510 f.Kr. krävde Alcmaionidaiätten, som hade förvisats från Aten, att Sparta skulle hjälpa dem att störta Hippias (son till Peisistratos och tyrann av Aten). Alcmaionidaierna, ledda av Kleisthenes, mutade oraklet i Delfi att säga åt spartanerna att hjälpa dem och Kleomenes kom till deras hjälp. Det första anfallet mot Aten misslyckades, men Kleomenes ledde personligen ett andra anfall och belägrade Hippias och hans anhängare på Akropolis. Han lyckades inte tvinga Hippias att kapitulera, men spartanerna infångade några av Hippias släktingar och tog dem som gisslan tills han gick med på att överlämna staden.
Kleisthenes och Isagoras började sedan kämpa om makten över Aten. Kleomenes kom dit med en beväpnad styrka för att stödja Isagoras och de tvingade Kleisthenes och Alcmaionidaiätten att gå i exil en andra gång. Kleomenes avskaffade också boulen, ett råd inrättat av Kleisthenes, och ockuperade Akropolis. Atens medborgare motsatte sig detta och körde ut honom ur staden. Följande år samlade Kleomenes en armé, med avsikten att installera Isagoras som tyrann, och invaderade Attika. Korinthierna i hans styrka vägrade anfalla Aten, när de fick höra talas om hans plan och invasion gick om intet. Kleomenes insåg att ett demokratiskt Aten hotade Spartas överlägsenhet i Grekland och försökte återigen samla ihop en armé, denna gång för att återinsätta Hippias som tyrann, men Spartas allierade ogillade tyranniet och vägrade hjälpa till.
Kleomenes var fortfarande kung, när Aristagoras, (tyrann av Miletos), kom till Sparta och krävde hjälp mot det joniska upproret 499 f.Kr. Aristagoras lyckades nästan övertala Kleomenes att hjälpa till och lovade ett enkelt erövrande av Persien och dess rikedomar, men Kleomenes avvisade honom, när han förstod hur avlägset Persien faktiskt var. Enligt Herodotos varande Kleomenes av sin unga dotter Gorgo att inte lita på en man som hotade att dupera honom.
När perserna invaderade Grekland, efter att ha krossat upproret 494 f.Kr., gav sig många stadsstater fort till dem. Bland dessa fanns Aigina, så Kleomenes försökte arrestera de flesta kollaboratörerna där. Aigineterna vägrade samarbeta med honom och den andre spartanske kungen, Demaratos, försökte också undergräva hans ansträngningar. Kleomenes avsatte Demaratos, efter att först ha mutat oraklet i Delfi att tillkännage, att detta var gudarnas vilja, och ersatte honom med Leotychides, varpå de båda kungarna framgångsrikt lyckades infånga de persiska kollaboratörerna i Aigina.
Omkring 494 invaderade Kleomenes också Argos och genom att lura den argiska armén dödade han omkring 6 000 invånare. Argos förblev en av Spartas bittraste fiender i flera årtionden efter detta anfall.

## Förvisning och död
Omkring 490 f.Kr. tvingades Kleomenes att fly från Sparta när hans ränker mot sin medregent Demaratos blev upptäckta, men spartanerna tillät honom att återvända, när han började samla ihop en armé i omgivningarna. Dock var han, enligt Herodotus, vid denna tid galen och begiven på att anfalla alla spartaner, som kom i hans väg. Därför satte spartanerna honom i fängelse. På order av sina halvbröder Leonidas I och Kleombrotos blev Kleomenes fastkedjad 491 f.Kr.
Medan han satt i sagda kedjor hittades en blodig kniv vid hans sida. Dessutom fann man bitar av kött skurna från hans ben, höfter och mage; trots detta angavs hans dödsorsak som självmord genom självstympning. Han efterträddes av den äldre av sina överlevande halvbröder, Leonidas I, som var gift med Kleomenes dotter Gorgo.
Kleomenes dödssätt och hans galenskap har ifrågasatts av moderna historiker.